# Religion dans la bande dessinée
La religion dans la bande dessinée est un élément qui apparaît très souvent, que ce soit pour faire l'apologie d'une en particulier, pour la moquer, comme partie essentiel du récit ou seulement comme objet secondaire. Quelle que soit l'aire de création (bande dessinée européenne, comics américain, manga japonais, etc.) des auteurs ont utilisé la bande dessinée pour parler de la religion.

## Comics
Les premiers comic strips aux États-Unis sont d'abord humoristiques et traitent peu de la religion à part quelques références parfois à Pâques ou à Noël. Lorsqu'en 1934 paraissent les premiers comic books, qui ne sont que des compilations de strips, la religion n'est bien sûr pas plus visible. En revanche, à partir du moment où la demande importante amène la création de séries conçues pour les comic books, la religion commence à être plus présente. Des personnages dont les pouvoirs viennent de divinités ou de démons ne sont pas exceptionnels.  En février 1940 DC Comics publie la première aventure du Spectre qui est la personnification de la colère divine. En décembre 1941, c'est Wonder Woman, dont l'origine est liée à la mythologie grecque, qui fait ses premiers pas. Cette dernière est publiée par All-American Publications, propriété de Max Gaines et liée à DC. All American va plus loin dans l'intégration d'éléments religieux dans des comics en publiant quelques séries comme Picture Stories from the Bible. Lorsque Max Gaines vend All-American à DC, il fonde en 1945 une nouvelle société nommée EC Comics dont les premiers comics sont des comics religieux. L'année d'après l'éditeur George A. Pflaum lui emboîte le pas en lançant le comics Treasure Chest of Fun & Fact plus connu sous son nom abrégé Treasure Chest. Ce comics distribué uniquement dans les écoles catholiques ne traite pas que de la religion catholique mais régulièrement des biographies de Saints s'y retrouvent. Distribué jusqu'en 1972, avec une périodicité bimensuelle jusque dans les années 1960, Treasure Chest est resté longtemps parmi les comics ayant eu le plus de numéros. Il est aussi remarquable par le nombre de ses contributeurs (Bernard Baily le créateur du Spectre, Joe Sinnott, Murphy Anderson, Graham Ingels spécialiste des comics d'horreur, Reed Crandall etc.) reconnus par ailleurs pour leur travail chez des éditeurs plus classiques.
En 1954, les comics sont accusés d'être une menace pour la santé mentale des adolescents et d'être une cause de la délinquance. Les éditeurs établissent alors un code de bonne conduite que le Comics Code Authority est chargé de faire respecter. De nombreux éditeurs disparaissent et les thèmes des comics sont beaucoup plus consensuels et rien de ce qui pourrait choquer un jeune lecteur n'est proposé. Au début des années 1960, de jeunes auteurs de comics s'affranchissent des règles de la bienséance et présentent des histoires où tout ce qui est tabou dans la société est mis en avant : sexualités, ultra-violence, usage des drogues, etc. Parmi ces thèmes, la religion est abordée de front. D'ailleurs les deux premiers comics underground ont pour personnage principal Dieu. Frank Stack dessine The Adventures of Jesus (suivi en 1971 de The New adventures of Jesus) et Jaxon God Nose. Tous deux sont souvent considérés comme les premiers comics underground (The Adventures of Jesus précède God Nose de quelques mois  mais n'est diffusé qu'à 50 exemplaires alors que 1000 exemplaires du second sont tout de suite édités) et tous deux ont pour sujet Dieu et Jesus. Ils critiquent l'hypocrisie des instances religieuses et des pratiques éloignées du réel message chrétien,.
Les années 1960 sont aussi la période durant laquelle Jack Chick lance les Chick Tracts. Ces comics au format de 3 pouces, soit 7,5 centimètres, sur 5 (12,5 cm) ont pour but de convaincre les lecteurs que la religion chrétienne, sous sa forme baptiste est la seule valable. S'opposant violemment aux autres religions, dont la catholique, les Chick Tracts présentent à chaque fois un pêcheur qui risque l'enfer car il ne suit pas les préceptes de l'église.
En 1972,  Fleming H. Revell fonde la société Spire Christian Comics qui, avec l'accord d'Archie Comics publie entre autres des comics mettant en scène Archie Andrews et ses amis. D'autres comics présentent des adaptations de textes bibliques.

### Documentation
- André Knockaert et Chantal Van der Plancke, « Bandes dessinées et religion », dans Archives de sciences sociales des religions, vol. 51/1, janvier 1981 (lire en ligne).
- Didier Quella-Guyot, « Religion », dans La Bande dessinée, Paris, Desclée de Brouwer, coll. « 50 Mots », novembre 1990, 160 p. (ISBN 2220031713), p. 133-134.
- (en) A. David Lewis, « Religion in Comics », dans M. Keith Booker (dir.), Encyclopedia of Comic Books and Graphic Novels, Santa Barbara, Grenwood, 2010, xxii-xix-763 (ISBN 9780313357466), p. 504-510.
- Fredrik Stromberg, « Les Saintes Écritures dessinées », dans La propagande dans la BD : un siècle de manipulation en images, Eyrolles, septembre 2010 (ISBN 978-2212127195), p. 109-131.
- Sara Teinturier, « L'Église et les bulles. Les représentations du catholicisme dans la bande dessinée francophone (années 1990-2010) », dans Historical Studies, vol. 82, 1er janvier 2016 (lire en ligne).